# 明石元秀
明石 元秀（あかし もとひで、1950年（昭和25年）10月17日 - ）は、日本の政治家。勲等は旭日双光章。元兵庫県赤穂市長（1期）。

## 来歴
兵庫県赤穂市出身。兵庫県立赤穂高等学校卒業。1973年（昭和48年）3月、桃山学院大学経済学部卒業。同年4月、赤穂市役所に入庁。2004年（平成16年）4月、教育次長に就任。2005年（平成17年）4月、安全管理監に就任。2007年（平成19年）4月、赤穂市副市長に就任。2014年（平成26年）9月、副市長を退任。
2015年赤穂市長選挙
2015年（平成27年）1月18日執行。元兵庫県職員の牟礼正稔、元会社経営者の矢野英樹ら2候補らとの激戦を制し初当選した。1月27日、市長就任。
※当日有権者数：40,501人 最終投票率：61.00%（前回比：＋9.87pts）
| 候補者名 | 年齢 | 所属党派 | 新旧別 | 得票数  | 得票率 | 推薦・支持 |
| -------- | ---- | -------- | ------ | ------- | ------ | ---------- |
| 明石元秀 | 64   | 無所属   | 新     | 9,061票 | 36.99% |            |
| 牟礼正稔 | 60   | 無所属   | 新     | 8,858票 | 36.16% |            |
| 矢野英樹 | 44   | 無所属   | 新     | 6,579票 | 26.85% |            |

2019年赤穂市長選挙
2019年（平成31年）1月20日執行。自民党・立憲民主党・国民民主党・公明党の4党、地域政党の兵庫維新の会の推薦を受けて立候補したものの、前回下した牟礼正稔に敗れ落選した。
※当日有権者数：40,316人 最終投票率：53.62%（前回比：－7.38pts）
| 候補者名 | 年齢 | 所属党派 | 新旧別 | 得票数   | 得票率 | 推薦・支持                                                   |
| -------- | ---- | -------- | ------ | -------- | ------ | ------------------------------------------------------------ |
| 牟礼正稔 | 64   | 無所属   | 新     | 11,486票 | 53.60% |                                                              |
| 明石元秀 | 68   | 無所属   | 現     | 9,943票  | 46.40% | （推薦）自民党・立憲民主党・国民民主党・公明党・兵庫維新の会 |

2025年（令和7年）春の叙勲で旭日双光章を受章した。